# Cartoon Network Speedway
A Cartoon Network Speedway egy 2003-as versenyzős videójáték, amit Game Boy Advance-re adtak ki.

## Játékmenet
A játékban a Cartoon Network öt sorozatának szereplőivel játszhatunk: ezek a sorozatok a Johnny Bravo, a Boci és Pipi, a Bárány a nagyvárosban, a Bátor, a gyáva kutya és az Ed, Edd és Eddy. A játék elején hat karaktert kapunk (Johnny Bravo, a három Ed, Bari, Bátor, Boci, Pipi), valamint további hat aktiválható a későbbiekben (Muriel, Swanky, Kobjani és Deszka, Paprika, Kicsi Suzy, Szuperboci).
A pályán gyűjthetőek csillagok és felszedhetőek ajándékdobozba rakott fegyverek (pl. kilőhető virsli), a pálya elemein átmenésre való képességet adó ital, valamint egy fegyver, amivel megkapjuk a játszott karakter sorozatának másik elérhető karakterének sebességét is.
A játékban 3-féle versenytípus van: a Quick race-ben egy egyszerű versenyt játszhatunk; a Challange-ben bizonyos pontszámot kell összegyűjteni, ezzel további karaktereket és pályákat lehet feloldani; valamint ott a Championship, melyben 4 darab bajnokság van, mindegyik 4 pályával, itt a további fegyvereket lehet elérhetővé tenni.

## Kritikák
A játékot a kritikusok és a játékosok is viszonylag rosszul fogadták. Az IGN 3 pontot adott neki a 10-ből. A GameRankings-en 53%-os értékelést kapott, a Next Level Gaming 65-öt a 100-ból, a Nintendo Power 3-at az 5-ből, a VG-Force pedig 58-at a 100-ból. A legtöbb panasz szerint a grafika rossz és szaggatott, a játékmenet lassú, nem érhető el más ismert sorozat karaktere (mint pl. Dexter laboratóriuma) és hiányzik belőle a kihívás.

## Fordítás
Ez a szócikk részben vagy egészben  a   Cartoon Network Speedway című angol Wikipédia-szócikk fordításán alapul.  Az eredeti cikk szerkesztőit annak laptörténete sorolja fel. Ez a jelzés csupán a megfogalmazás eredetét és a szerzői jogokat jelzi, nem szolgál a cikkben szereplő információk forrásmegjelöléseként.